# Phare de Grays Reef

Le phare de Grays Reef (en anglais : Grays Reef Light), est un phare du nord-est du lac Michigan situé à 6 km à l'ouest de l'île Waugoshance dans le Comté d'Emmet, Michigan. 
Ce phare est inscrit au Registre national des lieux historiques depuis le 9 novembre 2005 sous le n° 05001210 .

## Historique
Dans les années 1880, alors que les transports de minerai de fer augmentaient dans le détroit de Mackinac, les expéditeurs ont commencé à plaider pour un meilleur éclairage des hauts-fonds de la région. En 1889, le Congrès a débloqué des fonds pour construire trois bateaux-phares à amarrer à Simmons Reef, White Shoal et Grays Reef. Les trois navires, désignés LV55, LV56 et LV57, ont été construits par la Blythe Craig Shipbuilding Company de Toledo en Ohio, et ont été mis en service à la fin de 1891. Le LV57 a servi pour chaque saison de navigation sur Grays Reef jusqu'en 1923, date à laquelle sa coque s'était détériorée au point d'être retiré du service. Le LV103 (l'Huron (LV-103)) a servi sur le récif de Greys de 1923-1927, lorsque le LV56 a été transféré à la station. Le LV56 n'a duré que deux ans jusqu'à ce qu'il soit trop détérioré et mis hors service. LV103 a retourné à Grays Reef pour la première partie de la saison 1929, puis a été remplacé par LV99.
À ce moment-là, avec des améliorations dans la construction sous-marine, il était devenu possible de construire une station de phare permanente sur un récif, plutôt que de dépendre d'un vaisseau amarré. En 1934, le Congrès a approuvé le financement d'une nouvelle station. La Greiling Brothers Company a été embauchée pour construire le phare et les travaux ont commencé à l'été 1934. La structure a été achevée en septembre 1936, avec deux mois de retard et un dépassement de budget. Il a été construit sur le même plan que le phare de Minneapolis Shoal.
En 1937, un radiophare sur une tourelle a été installé sur le phare de  la station. Cette tourelle a été enlevée en 2010. En 1939, la Garde côtière des États-Unis a pris le contrôle opérationnel de cette lumière. Le phare a été occupé jusqu'en 1976, quand un système à énergie solaire a été installé. Le phare dispose désormais d'une optique Tideland Signal (en) acrylique de 190 mm et 12 volts.

## Description
Le phare  est une tour octogonale en acier de style Art Deco, montée sur un logement de gardien posé sur une plateforme en béton de 20 m de haut. La tour est peinte en blanc et la lanterne est noire.
Il émet, à une hauteur focale de 25 m, un flash rouge d'une seconde par période de 10 secondes. Sa portée est de 15 milles nautiques (environ 28 km). Il est équipé d'une corne de brume  émettant deux souffles par période de 30 secondes, au besoin et d'un transpondeur radar émettant la lettre G en morse.

## Caractéristiques dufeu maritime
Fréquence : 6 secondes (W)
- Lumière : 0.6 seconde
- Obscurité : 5.4 secondes

Identifiant  : ARLHS : USA-343 ; USCG :  7-17775 .

### Lien connexe
- Liste des phares au Michigan